# Kušiljevo
Kušiljevo (en serbe cyrillique : Кушиљево) est une localité de Serbie située dans la municipalité de Svilajnac, district de Pomoravlje. Au recensement de 2011, elle comptait 2 321 habitants.
Kušiljevo est officiellement classé parmi les villages de Serbie.

## Démographie

### Évolution historique de la population
| 1948  | 1953  | 1961  | 1971  | 1981  | 1991  | 2002  | 2011  |
| ----- | ----- | ----- | ----- | ----- | ----- | ----- | ----- |
| 4 367 | 4 299 | 3 994 | 3 783 | 3 549 | 3 247 | 2 569 | 2 321 |

|  |